# Gustav Willman Borvik
Gustav Willman Borvik, född 8 december 1998 i Lillehammer, är en norsk-svensk professionell ishockeyspelare (forward) som säsongen 2021/2022 spelar för Södertälje SK i Hockeyallsvenskan.